# Temelucha coloradana
Temelucha coloradana är en stekelart som beskrevs av Dasch 1979. Temelucha coloradana ingår i släktet Temelucha och familjen brokparasitsteklar. Inga underarter finns listade i Catalogue of Life.